# Rallina tricolor
Rallina tricolor là một loài chim trong họ Rallidae.